# Natalia Backstage
Natalia Backstage is een docureeks die vier weken lang op donderdag, vanaf 17 mei 2007, werd uitgezonden op VTM. De reeks begon bij Natalia's gastoptreden in het Sportpaleis tijdens Clouseau in 't Dubbel en eindigde met de kick-off van haar nieuwe tournee in de Lotto Arena. De reeks ging vooral over de voorbereidingen van haar nieuw album en haar tournee, inclusief de fotoshoots.

## Afleveringen

### Aflevering 1
In april 2006 is Natalia te gast in de radioshow van "Deckers & Ornelis" om live haar single Rid of You voor te stellen. Tijdens het zingen schuift haar stem opeens uit. Vervelend. Bij de repetities van haar zomertour blijkt echter dat er meer aan de hand is. Onderzoeken volgen en daarna een hele periode van verplicht stilzwijgen. En dat is voor het energieke podiumbeest zeer moeilijk om mee om te gaan. Gelukkig kan ze rekenen op de onvoorwaardelijke steun van onder meer haar vriend Koen en haar hartsvriendin Griet.
Ondertussen zijn de stemproblemen van de baan. Natalia heeft de handen vol met het uitkiezen van nummers voor de nieuwe cd en ze werkt hiervoor nauw samen met de Duitse topproducer Brix. Ook een nieuwe concerttour wordt voorbereid en daar komt eveneens heel wat bij kijken. Terwijl haar manager Bob afspraak heeft met klank- en lichtspecialisten, laat Natalia in-ears gieten. De agenda van de souldiva staat terug goed vol, maar toch verliest ze Griet niet uit het oog. Samen gaan de vriendinnen enkele dagen skiën. Kwestie van de batterijen op te laden en zorgeloos te genieten. Ook de kinderen van een internaat in Hasselt krijgen Natalia over de vloer.
En dan breekt voor Natalia het moment aan waar ze zo lang naar heeft uitgekeken. Als special guest van Clouseau tijdens de concertreeks van “Clouseau in ’t dubbel” kan ze eindelijk opnieuw live optreden in een tot de nok gevuld Sportpaleis. De zangeres voelt de adrenaline in al haar poriën en smijt zich.

### Aflevering 2
De camera’s volgen Natalia naar Berlijn. Geen ontspanning of vakantie maar wel drie weken keihard werken aan de opnames van het nieuwe album. Voor de eerste keer moet ze gedurende enkele weken afscheid nemen van haar vriend Koen.
Het is een stressvolle periode. Enerzijds is het de vraag of de stem voldoende hersteld is om er opnieuw volle kracht tegenaan te gaan, anderzijds brengt het uitbrengen van een nieuw album een pak werk met zich mee.
Maar Natalia geniet ook van deze periode. Want zingen is haar leven ... een nieuwe cd betekent ook een nieuwe tour, optredens, fotoshoots ... Kortom het leven van de popdiva zit terug op rails en daar geniet ze met volle teugen van.

### Aflevering 3
Kosten noch moeite worden gespaard voor de nieuwe cd van Natalia. Een Duitse topproducer moet ervoor zorgen dat de cd zowel nationaal als internationaal een succes wordt.
Voor de opnames van de nieuwe nummers bevindt Natalia zich vier weken in Berlijn. Het is er keihard werken. We leren een Natalia kennen die supergemotiveerd is en vastbesloten is om van deze cd een absolute hit te maken.
Teruggekomen in België zijn de voorbereidingen voor de start van de nieuwe concerttoer volop aan de gang. Het Lotto-Arena gebouw moet gevuld worden en de live-act moet op punt gezet worden.
De stem van Natalia is helemaal genezen. Toch wordt de popdiva nauwgezet begeleid door haar zangleraar, die er op moet toezien dat haar stembanden ook in tijden van stress en extreme drukte in topvorm blijven.

### Aflevering 4
In deze laatste aflevering van ‘Natalia Backstage’ zien we of alle voorbereidingen hun vruchten afgeworpen hebben. De laatste maanden werd door Natalia en haar entourage keihard gewerkt om een nieuwe cd te produceren.
De streefdatum werd gehaald en iedereen is blij met het eindresultaat. Maar het blijft altijd afwachten hoe de pers en het publiek reageert op de nieuwe songs.
Gelijktijdig met het nieuwe album wordt de aftrap gegeven van de nieuwe concertenreeks. Het is de eerste maal sinds bijna een jaar dat Natalia er opnieuw staat. Met een eigen show, met nieuw materiaal én met de voornemens om opnieuw souldiva nummer 1 van Vlaanderen te worden.
De kijker wordt meegenomen naar het eerste concert in de Lotto-Arena. Het publiek is Natalia niet vergeten en geniet met volle teugen. Maar er is meer ... ook internationaal wil Natalia doorbreken ...